# Station Schagerbrug
Station Schagerbrug is een voormalig spoorwegstation bij Schagerbrug in de Nederlandse provincie Noord-Holland.

## Historie
Toen in 1913 de tramlijn Alkmaar - Schagen werd geopend kwam er ook langs Schagerbrug een station ten behoeve van scholieren. In 1933, 20 jaar na de opening, werd de lijn tot Warmenhuizen (vanuit Schagen gezien) opgebroken. Dit betekende het einde van het station. Het gebouw staat er nog.

## Dienstregeling
In 1913 werd Schagerbrug 14 keer per dag (7 keer heen, 7 keer terug) bediend door de tram die 9 keer reed. De overige 2 hadden Schoorl als eindbestemming ten behoeve van het toerisme. In 1914 kwam daar nog 2 keer in elke richting bij. In 1933 was het voorbij.